# Fricson George
Fricson Vinicio George Tenorio (Esmeraldas, 16 settembre 1974) è un ex calciatore ecuadoriano, di ruolo difensore.